# La Neuville-Chant-d’Oisel
La Neuville-Chant-d’Oisel – miejscowość i gmina we Francji, w regionie Normandia, w departamencie Sekwana Nadmorska.
Według danych na rok 1990 gminę zamieszkiwało 1691 osób, a gęstość zaludnienia wynosiła 77 osób/km² (wśród 1421 gmin Górnej Normandii La Neuville-Chant-d’Oisel plasuje się na 132. miejscu pod względem liczby ludności, natomiast pod względem powierzchni na miejscu 38.).